# جين لويزا كيلي
جين لويزا كيلي (بالإنجليزية: Jean Louisa Kelly)‏ هي مغنية وممثلة أمريكية، ولدت في 9 مارس 1972 في الولايات المتحدة. بدأت مشوارها المهني سنة 1989.

## أعمال

### مسلسلات
- آلي مكبيل
- تشريح غراي
- شبح هامس
- قانون ونظام[5]
- نعم عزيزي

## وصلات خارجية
- جين لويزا كيلي على موقع IMDb (الإنجليزية)
- جين لويزا كيلي على موقع ألو سيني (الفرنسية)
- جين لويزا كيلي على موقع أول موفي (الإنجليزية)
- جين لويزا كيلي على موقع قاعدة بيانات برودواي على الإنترنت (الإنجليزية)
- جين لويزا كيلي على موقع قاعدة بيانات الأفلام السويدية (السويدية)
- جين لويزا كيلي على موقع إن إن دي بي (الإنجليزية)
- جين لويزا كيلي على موقع قاعدة بيانات الفيلم (الإنجليزية)
- جين لويزا كيلي على موقع كينوبويسك (الروسية)